# Эль-Лива
Эль-Лива (араб. واحة ليوا‎) — большой оазис в эмирате Абу-Даби, который относится к Объединённым Арабским Эмиратам. Расположен в 100 км к югу от Персидского залива и к юго-востоку от города Абу-Даби. Относится к муниципальному региону Эд-Дафра. В оазисе сосредоточена большая часть посадок финиковой пальмы в ОАЭ, главной сельскохозяйственной культуры страны.

## Экономика
Важной традиционной отраслью хозяйства является финиковое земледелие. Широко используется капельное орошение и теплицы. Значение туризма постоянно растет. В этом районе есть несколько отелей, включая отель «Liwa» в Музай-Рии, отель «Tilal Liwa», и курорт «Qasr Al Sarab».
Оазис имеет высоту 300 метров. Он привлекает людей каждый год во время фестиваля Лива. На фестиваль приезжает большое количество международных и местных жителей, которые хотят посмотреть на внедорожные и верблюжьи бега.

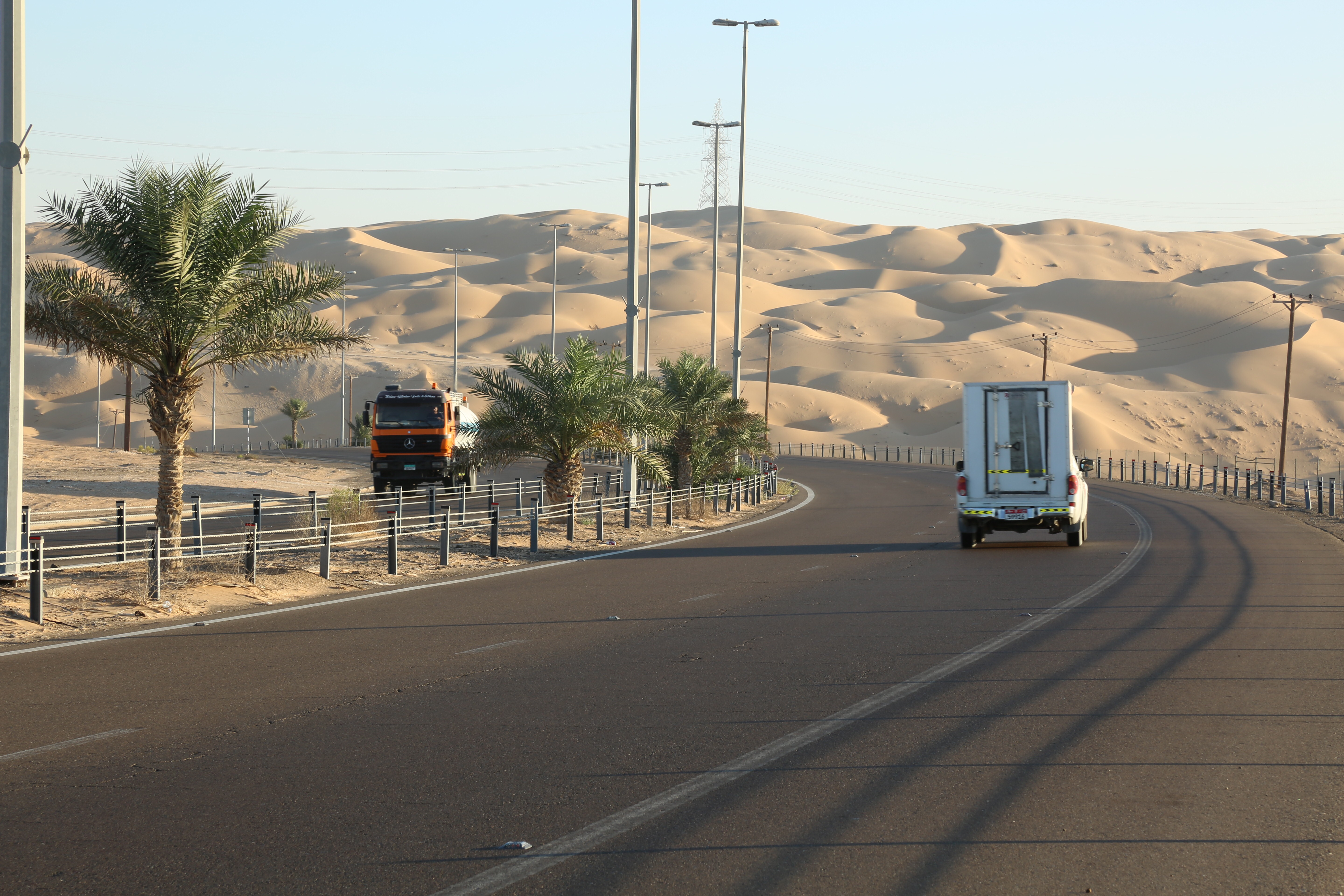
Дорога в Ливе